# Partia Wolnego Handlu
Partia Wolnego Handlu (ang. Free Trade Party) – australijskie ugrupowanie polityczne istniejące od lat. 80 XIX wieku do roku 1909. Jak wskazywała już sama nazwa, jej nadrzędnym postulatem programowym był liberalizm w polityce celnej i stanowczy sprzeciw wobec protekcjonizmu.
Najważniejszym obszarem działalności partii była Nowa Południowa Walia, na której scenie politycznej partia odgrywała dominującą rolę w ciągu ostatnich dwóch dekad XIX wieku, zaś jej kolejni liderzy – Henry Parkes i George Reid – pełnili funkcję premiera tej kolonii. Po powstaniu zjednoczonej Australii w 1901, partia w pierwszych wyborach parlamentarnych uplasowała się na drugim miejscu i została najważniejszą partią opozycyjną. W latach 1904–1905 tworzyła mniejszościowy rząd pod wodzą Reida.
Gdy kwestia polityki handlowej przestała budzić większe emocje wśród australijskich wyborców, partia rozpoczęła poszukiwania nowej tożsamości. Zdecydowała się na bardzo radykalną krytykę lewicy i przemianowała na Partię Antysocjalistyczną (Anti-Socialist Party). Ostatecznie w 1909 połączyła się ze swoją niedawną główną konkurentką – Partią Protekcjonistyczną – tworząc Związkową Partię Liberalną.